# Friedhelm Ortgies

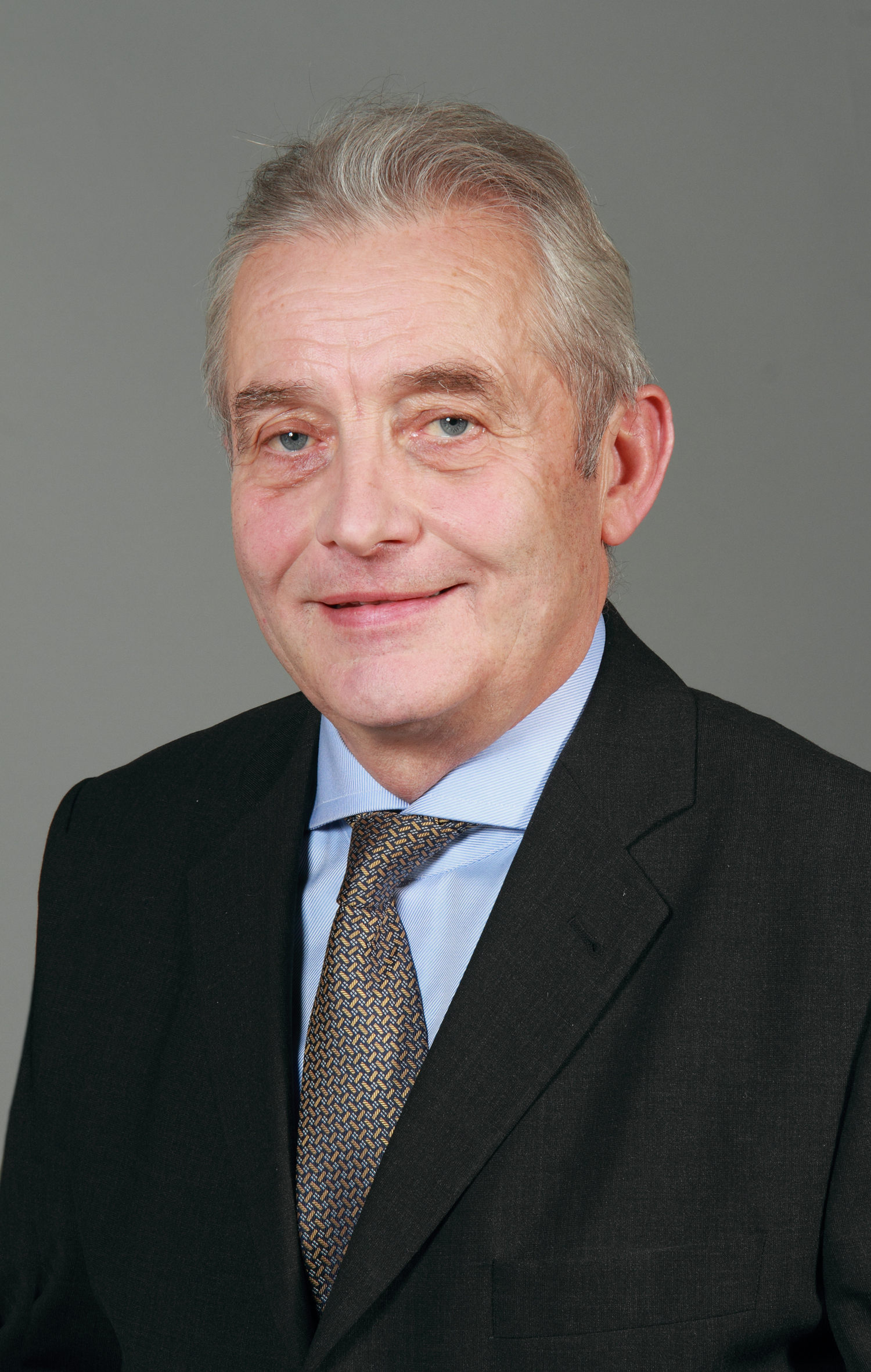
Friedhelm Ortgies

Friedhelm Heinrich Ortgies (* 12. Mai 1950 in Rahden) ist ein deutscher Politiker (CDU), der von 2002 bis 2017 dem Landtag Nordrhein-Westfalen angehörte.

## Ausbildung und Beruf
Ortgies besuchte die Realschule in Rahden (Kreis Minden-Lübbecke) und erlangte 1965 die Mittlere Reife. Im Anschluss hieran begann er eine landwirtschaftliche Lehre, die er 1968 abschloss. Seine Meisterprüfung zum Landwirtschaftsmeister absolvierte er im Jahr 1974. Ein Jahr später übernahm er den elterlichen landwirtschaftlichen Betrieb, den er bis zum Jahre 2000, als er in den Landtag Nordrhein-Westfalen einzog, bewirtschaftete. Der Betrieb betätigte sich in erster Linie im Bereich der Schweinezucht und -verarbeitung.

## Politische Karriere
Ortgies trat 1973 in die Junge Union ein. Im Jahr 1974 wurde er Mitglied der CDU. Bereits 1975 erlangte er bei der Kommunalwahl für die CDU ein Mandat im Stadtrat von Rahden. 1982 übernahm er den Vorsitz des CDU-Stadtverbandes Rahden, den er bis 1995 behielt. Nach der Kommunalwahl 1989 wurde Ortgies Vorsitzender der CDU-Fraktion im Stadtrat Rahden. Dieses Amt legte er 2000 nieder. Seit 2001 ist Ortgies stellvertretender Vorsitzender des CDU-Kreisverbandes Minden-Lübbecke, seit 2003 ist er Vorsitzender des Bezirksagrarausschusses Ostwestfalen-Lippe der CDU, in dem die Interessen der Landwirte in der CDU vertreten werden.

## Abgeordneter
Friedhelm Ortgies ist seit dem 2. Juni 2000 Abgeordneter des Landtags Nordrhein-Westfalen. Er gewann den Landtagswahlkreis Minden-Lübbecke I, wo er 43,2 % der Stimmen auf sich vereinigen konnte. Bei der Wahl am 13. Mai 2000 rechnete er aufgrund der CDU-Spendenaffäre mit einer Niederlage, wurde aber vom SPD-Kandidaten informiert, dass er den Wahlkreis mit 300 Stimmen Vorsprung äußerst knapp gewonnen habe. Bei der Landtagswahl 2005 konnte Ortgies sein Wahlkreisergebnis auf 50,3 % verbessern und zog erneut als direkt gewählter Abgeordneter in den Landtag ein. Seit dem 16. August 2005 ist Ortgies Sprecher des Arbeitskreises Umwelt, Naturschutz, Landwirtschaft und Verbraucherschutz seiner Fraktion.
Für den Landtagswahlkreis Minden-Lübbecke I wurde er bei der Landtagswahl 2010 mit 42,1 Prozent der Stimmen wiedergewählt. In der 15. Legislaturperiode (2010–2012) war Friedhelm Ortgies Vorsitzender des Ausschusses für Klimaschutz, Umwelt, Naturschutz, Landwirtschaft und Verbraucherschutz. Weiterhin war er ordentliches Mitglied im Ausschuss für Haushaltskontrolle und stellvertretendes Mitglied im Ausschuss für Arbeit, Gesundheit, Soziales und Integration sowie im Ausschuss für Bauen, Wohnen und Verkehr.
Bei der Landtagswahl in Nordrhein-Westfalen 2012 trat Ortgies erneut für die CDU Minden-Lübbecke als Direktkandidat an, verlor jedoch sein Direktmandat an den Kandidaten der SPD. Über Platz 19 der Landesliste zog er dennoch in den Landtag ein.
Friedhelm Ortgies' politische Schwerpunkte liegen vor allem im Bereich der Agrar- und Verbraucherschutzpolitik sowie Verkehrspolitik. Er leitet den entsprechenden Ausschuss im Landtag. Darüber hinaus gilt er als Vertreter der Interessen der ländlichen Räume in Nordrhein-Westfalen.
2017 trat er nicht mehr zur Landtagswahl an.

## Familie
Friedhelm Ortgies ist evangelisch, verheiratet und hat zwei erwachsene Kinder.